# مسجد رنغينة
مسجد رنغينة هو مسجد تاريخي يعود إلى عصر الدولة الصفوية، ويقع في بروجرد.